# De Brink (Zeist)
De Brink is een woonwijk in Zeist-west, gebouwd midden jaren tachtig. De wijk ligt ten oosten van Nijenheim en ten noorden van Griffesteijn. Begin jaren negentig zijn er twee appartementen blokken bijgebouwd waarvan één de naam Meent draagt. De woonwijk bevindt zich op voormalig grondgebied van boerderij "de Brink".